# Cmentarz Sowśke w Kijowie
Cmentarz Sowśke w Kijowie (ukr. Совське кладовище) – cmentarz w Kijowie.
Jest położony w rejonie sołomiańskim miasta.
Na cmentarzu znajduje się świątynia Łazarza.